# Крослейк (город, Миннесота)
Крослейк (англ. Crosslake) — город в округе Кроу-Уинг, штат Миннесота, США. На площади 95,6 км² (66,4 км² — суша, 29,2 км² — вода), согласно переписи 2002 года, проживают 1893 человека. Плотность населения составляет 28,5 чел./км².
- Телефонный код города — 218
- Почтовый индекс — 56442
- FIPS-код города — 27-13978[1]
- GNIS-идентификатор — 0642486[2]

## География
Основные дороги включают окружные шоссе 3, 16, 36, 66 и 103. Крослейк является частью района озёр Брейнерд, который включает почти 460 озёр в радиусе 25 миль от Брейнерда.